# جنگ جهانی سوم (فیلم)
«جنگ جهانی سوم» (انگلیسی: World War III (film)) فیلمی در ژانر مستند است که در سال ۱۹۹۸ منتشر شد.